# Ашэм, Роджер
Ро́джер А́шэм, Эшэм, Э́скам (англ. Roger Ascham; 1515, Кирби Виске, Хамблтон, Норт-Йоркшир — 30 декабря 1568, Лондон) — английский писатель

-гуманист, педагог, учёный, дидактик. Считается виднейшим представителем раннего английского Возрождения.

## Биография
Сын управляющего барона Скруп из Болтона. С 1530 года обучался в колледже Святого Иоанна в Кембридже. В 1537 году получил степень магистра и стал преподавателем греческого языка в Кембриджском университете. В 1541 году занял должность переводчика при епископе Йорка.
В 1548 году стал учителем принца Эдуарда. Позже был преподавателем греческого и латыни у принцессы — впоследствии королевы Елизаветы I Тюдор (1548—1550), служил при королевском дворе Эдуарда VI , Марии I и Елизаветы I.
В 1550—1553 годах в качестве дипломата отправлен в Аугсбург ко двору императора Священной Римской империи Карла V.
На протяжении всей своей научной работы Ашэм выступал против преобладающих схоластических методов обучения и против общего упадка морали при дворе. Агитировал за предоставления образования девочкам и против телесных наказаний в школах.
Значение Р. Ашэма в истории английской литературы основано на его диалогах-трактатах «Toxophilus» (1545) и «Schoolmaster», (посмертно 1570).

## Избранные труды
- Toxophilus («Lover of the Bow», 1545)
- Report and Discourse of the Affairs and State of Germany (1553)
- Schoolmaster (посмертно 1570).